# Портрет Петра Фёдоровича Желтухина
«Портрет Петра Фёдоровича Желтухина» — картина Джорджа Доу и его мастерской из Военной галереи Зимнего дворца.
Картина представляет собой погрудный портрет генерал-майора Петра Фёдоровича Желтухина из состава Военной галереи Зимнего дворца.
С начала Отечественной войны 1812 года полковник Желтухин командовал 1-й бригадой 1-й гренадерской дивизии, за отличие в сражении при Бородино произведён в генерал-майоры, далее он отличился в сражениях при Тарутино, Малоярославце и Красном. В Заграничных походах 1813—1814 годов отличился в сражении под Бауценом и в Битве народов под Лейпцигом, а также при взятии Парижа.
Изображён в генеральском мундире лейб-гвардии Гренадерского полка, введённом в 1813 года (воротник изображён неверного цвета: вместо имеющегося тёмно-зелёного он должен быть светло-синим). На шее крест ордена Св. Георгия 3-го класса; по центру груди вдоль сгиба лацкана кресты ордена Св. Владимира 2-й степени, прусских орденов Красного орла 2-й степени и Пур ле мерит; справа на груди серебряная медаль «В память Отечественной войны 1812 года» на Андреевской ленте, из-под лацкана виден край звезды ордена Св. Владимира 2-й степени. С тыльной стороны картины надписи: Jeltouchin и Geo Dawe RA pinxt. Слева на груди у Желтухина должна находиться звезда ордена Св. Анны 1-й степени — её не видно из-за выбранного художником поворота фигуры. Подпись на раме: П. Ѳ. Желтухинъ 2й, Генералъ Маiоръ.
Несмотря на то, что 7 августа 1820 года Комитетом Главного штаба по аттестации Желтухин был включён в список «генералов, служба которых не принадлежит до рассмотрения Комитета», 12 ноября 1821 года ему из Инспекторского департамента Военного министерства было направлено предписание: «портрет его Высочайше повелено написать живописцу Дове, посему если изволит прибыть в Санкт-Петербург, то не оставить иметь с Дове свидание». Желтухин в это время служил в Москве, где командовал 1-й бригадой 2-й гвардейской пехотной дивизии; 1 декабря 1821 года он был назначен начальником штаба Гвардейского корпуса и прибыл на постоянное жительство в Санкт-Петербург. Вероятно, после этой даты он и позировал художнику. Гонорар Доу был выплачен 10 ноября 1821 года и 24 февраля 1822 года. Готовый портрет был принят в Эрмитаж 7 сентября 1825 года. Поскольку 29 марта 1823 года Желтухин был назначен в Свиту Его Величества, а на портрете отсутствуют генерал-адъютантские атрибуты (на эполетах не просматривается императорский вензель и нет свитского аксельбанта), то портрет был исполнен до этой даты.
В. К. Макаров назвал этот портрет одной из лучших работ Доу.
В 1840-х годах в мастерской И. П. Песоцкого с портрета была сделана литография, опубликованная в книге «Император Александр I и его сподвижники» и впоследствии неоднократно репродуцированная.

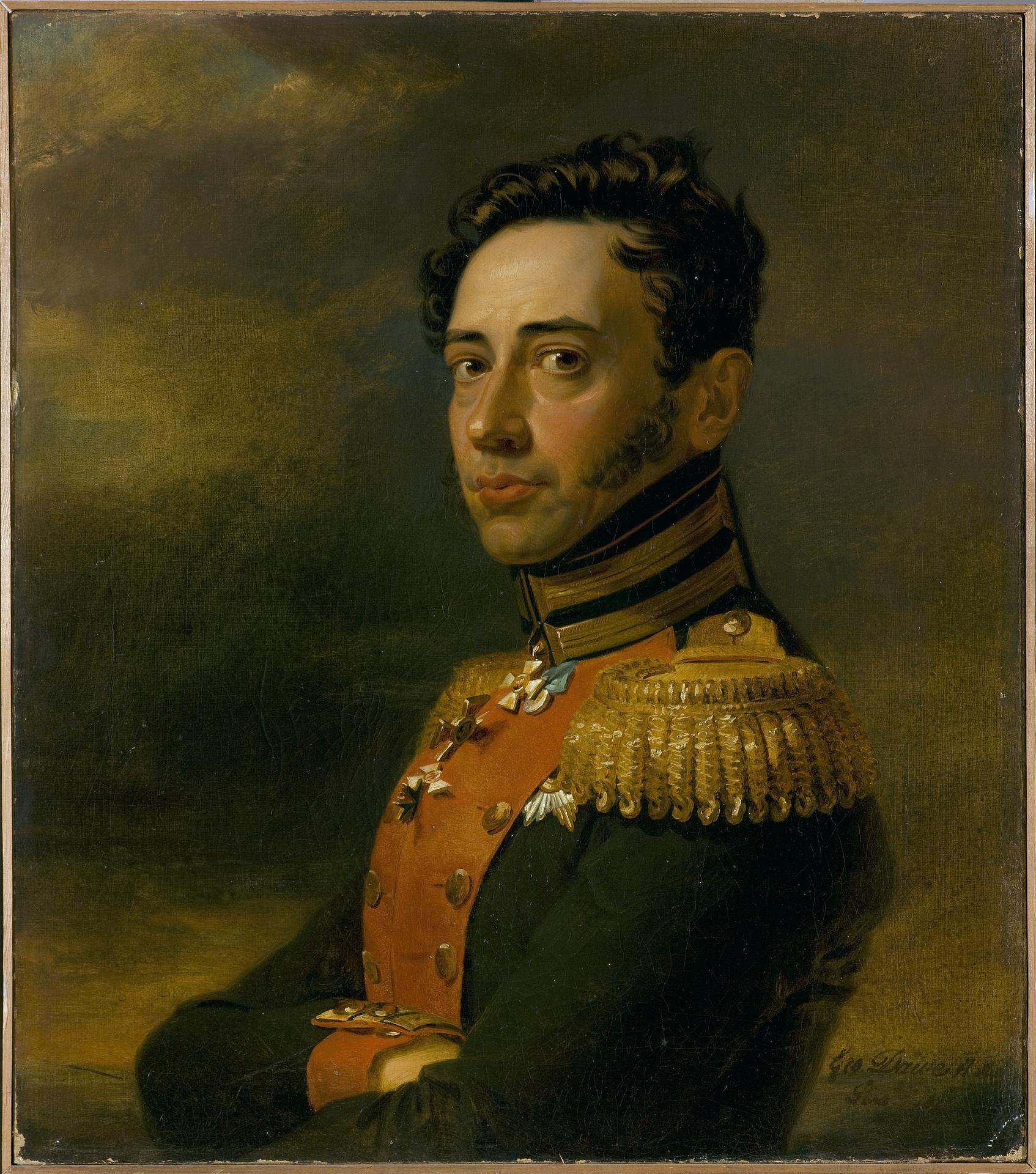
Подписной вариант портрета, принадлежавший великому князю Михаилу Павловичу.

В собрании Эрмитажа имеется авторское повторение галерейного портрета, незначительно отличающееся размерами и общей более тёмной колористической гаммой (холст, масло, 71 × 62 см, инвентарный № ГЭ-6500). В нижнем правом углу имеются полустёртые авторские подпись и дата: Geo Dawe RA pinxit 1823; он также написан до получения Желтухиным звания генерал-адъютанта. Этот портрет находился в собственности великого князя Михаила Павловича и до 1894 года хранился в Михайловском дворце. После выкупа Михайловского дворца в казну и устройства в нём Русского музея, этот вариант портрета П. Ф. Желтухина оказался в особняке графини Карловой, после Октябрьской революции был национализирован и в 1923 году передан в Эрмитаж.